# Hlevene, Loveci
Hlevene (în bulgară Хлевене) este un sat în comuna Loveci, regiunea Loveci,  Bulgaria. 

## Demografie
Componența etnică a satului Hlevene
     Romi (5,05%)
     Turci (14,81%)
     Nicio identificare (9,76%)
     Bulgari (70,37%)
La recensământul din 2011, populația satului Hlevene era de 297 locuitori. Din punct de vedere etnic, majoritatea locuitorilor (70,37%) erau bulgari, existând și minorități de turci (14,81%) și romi (5,05%). Pentru 9,76% din locuitori nu este cunoscută apartenența etnică.